# Economia do Kuwait
A economia do Kuwait é uma economia pequena, relativamente aberta com reservas de petróleo cru de aproximadamente 104 bilhões de barris. Isto equivale a aproximadamente 8% de todas as reservas do mundo. O petróleo corresponde a quase metade do PIB do Kuwait, 90% das exportações e 80% da renda de governo.
Falta água e terras férteis no Kuwait, por isso o país não consegue desenvolver a agricultura. Entretanto o setor pesqueiro é bem sucedido e diminui a dependência de importações de alimentos.
Aproximadamente 75% da água potável consumida no país precisa ser dessalinizada ou importada. Atualmente o governo está realizando reformas lentamente.
O país é o 39º no ranking de competitividade do Fórum Econômico Mundial.